# Georg 1. af Sachsen
Friedrich August Georg Ludwig Wilhelm Maximilian Karl Maria Nepomuk Baptist Xaver Cyriacus Romanus, konge af Sachsen (født 8. august 1832 i Dresden, død 15. oktober 1904 i Pillnitz) var konge af Sachsen i kun to år, fra 1902 til sin død.
Georg var søn af kong Johan 1. af Sachsen (1801-1873) og prinsesse Amalia af Bayern (1801-1877).
Han efterfulgte i 1902 sin storebror kong Albert af Sachsen (1828-1902) på den sachsiske kongetrone og han blev selv i 1904 efterfulgt af sønnen Friedrich August III (1865-1932).

## Ægteskab og børn
Georg blev i 1859 gift med prinsesse Maria Anna af Portugal og med hende fik han fem børn, en datter og fire sønner:
1. Friedrich August III (1865-1932), konge af Sachsen
2. Maria Josepha (1867-1944), prinsesse af Sachsen – senere også ærkehertuginde af Østrig
3. Johann Georg (1869-1938), prins af Sachsen
4. Max (1870-1951), prins af Sachsen
5. Albert (1875-1900), prins af Sachsen